# Horizon Go
Horizon Go a fost un serviciu de televiziune online oferit de UPC. Platforma a fost lansată în România la 16 decembrie 2014.
Clienții UPC care folosesc servicii de internet și televiziune digitală sau analogică au acces gratuit la Horizon Go.
În România, platforma Horizon Go a fost închis pe data de 30 iulie 2021, și a fost înlocuit de Vodafone TV. În Polonia, Horizon Go a devenit UPC TV Go pe 2 aprilie 2021. În Slovacia, Horizon Go a fost înlocuit de UPC Slovacia la sfârșitul lunii martie 2023.